# تأثير موتسارت

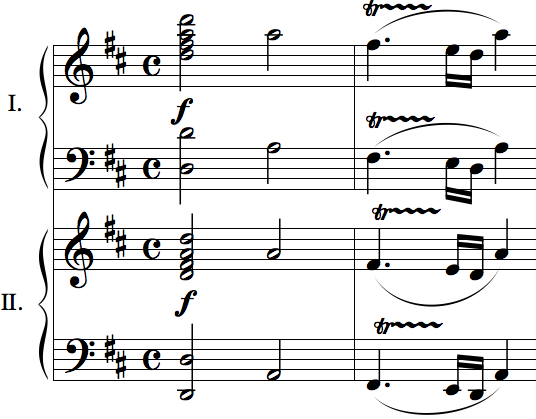

تأثير موتسارت قد يحتمل المعاني التالية:
- مجموعة من الأبحاث التي أثبتت أن الاستماع إلى موسيقى موتسارت تنشط لفترة وجيزة بعض الأنشطة الدماغية والتي تعرف بـ «التفكر الحيز-زماني» (spatial-temporal reasoning).[1]
- النظرية المشاعة والتي تقترح أن الاستماع إلى موسيقى موزارت تجعل المرء أذكى أو الفكرة أن الاستماع إلى موسيقاه في سن مبكرة لها تأثيرات على تطور القدرات العقلية.
- علامة مسجلة أميركية لمجموعة من التسجيلات التجارية التي تدعي أنها تحسن بعض النواحي التي تتخطى التفكر الحيز-زماني. مالك العلامة هو «شركة دون كامبل» (Mozart Effect Inc). وتعرَف البضاعة بـ «قدرة الموسيقى على التأثير على الصحة، التربية والرفاهية».

وأول من استعمل المصطلح كان «الفرد توماتيس» الذي استعمل موسيقى موزارت كحافظ سمعي للشفاء من بعض الاعتلالات. وكانت كتب «دون كامبل» قد زادت من شعبية الفكرة.
والفكرة اعتمدت على أبحاث نشرت في مجلة Nature العلمية والتي أظهرت أن الاستماع لموسيقى موزارت تحسن نتائج نسبة الذكاء ما بين 8 و9 درجات. وتباعا، قام حاكم ولاية جورجيا بطلب لميزانية لتقديم أسطوانة موسيقى كلاسيكية لكل مولود جديد في الولاية.